# Iouri Pantioukhov
Temple de la renommée russe : 2014
Iouri Borissovitch Pantioukhov - en russe : Юрий Борисович Пантюхов, et en anglais : Yuri Pantyukhov (né le 15 mars 1931 à Kolomna en URSS - mort le 22 octobre 1982 à Moscou en URSS) est un joueur russe de hockey sur glace.

## Carrière de joueur
Au cours de sa carrière dans le championnat d'URSS, il a porté les couleurs du CSKA Moscou, du VVS MVO Moscou et des Krylia Sovetov. Il termine avec un bilan de 230 matchs et 121 buts en élite.

## Carrière internationale
Il a représenté l'URSS à 68 reprises (32 buts) sur une période de cinq saisons entre 1955 à 1959. Il a remporté l'or aux Jeux olympiques de 1956. Il a participé à quatre éditions des championnats du monde pour un bilan d'une médaille d'or et trois d'argent.

## Statistiques
Pour les significations des abréviations, voir Statistiques du hockey sur glace.

### En équipe nationale
| Année | Équipe | Compétition |   | PJ | B | A | Pts | Pun               |  | Résultat |
| 1956  | URSS   | CM et JO    | 7 | 2  |   | 2 |     | Médaille d'or     |  |          |
| 1957  | URSS   | CM          | 6 | 7  |   | 7 |     | Médaille d'argent |  |          |
| 1958  | URSS   | CM          | 7 | 2  | 2 | 4 | 0   | Médaille d'argent |  |          |
| 1959  | URSS   | CM          | 8 | 2  |   | 2 |     | Médaille d'argent |  |          |